# Narsarsukite
La narsarsukite è un minerale.